# Bruno Bagnoli
Bruno Bagnoli (Mantova, 28 luglio 1964) è un ex pallavolista e allenatore di pallavolo italiano.

## Carriera
Iniziò la sua carriera nel 1983, ricoprendo il ruolo di allenatore-giocatore nella Polisportiva 2 Castelli di Antonio Mantovani, formazione fondata con un gruppo di amici; la squadra seppe, nel giro di 7 anni e 5 promozioni, passare dalla Prima Divisione alla Serie B1. Dopo il diploma in Scienze Motorie, ottenuto nel 1989 con 110 su 110 e Lode, decise di abbandonare la pallavolo giocata per dedicarsi prioritariamente all'allenamento.
Nel 1992 esordì in Serie A2 con la Polisportiva Virgilio conquistando subito la promozione in Serie A1. Le traversie societarie tuttavia lo portarono in seguito ad allenare le formazioni giovanili, prima di ripartire in Serie A2 con la Pallavolo Torino nel 1995. Nel 1993 allena il Verona in serie A1.
Nel 1996 approdò in Trentino, riuscendo ad ottenere per il Mezzolombardo Volley la promozione dalla Serie B1 alla Serie A2. Questo successo, unitamente al successivo campionato di A2, lo fece notare da una delle maggiori formazioni della Serie A1, nella fattispecie la Pallavolo Modena: nel 1999 con la formazione emiliana giunse alla finale scudetto, dove venne però sconfitto dalla Sisley Volley allenata dal fratello Daniele.
Conclusasi l'esperienza modenese ritornò a Trento in concomitanza con l'ingresso nel mondo della pallavolo di Diego Mosna. Fu l'allenatore dei primi tre anni di vita della Trentino Volley, riuscendo ad ottenere la salvezza al primo anno e poi i play-off scudetto. Nel 2003 ripartì da Verona, conquistando con la squadra scaligera una promozione in massima serie vincendo tutte le partite e una Coppa Italia di Serie A2.
Nel 2006, chiamato dal Dott. Peja, tornò a Modena, raggiungendo la finale di Top Team Cup, per proseguire la sua attività in Serie A1 nei due anni seguenti a Padova. Dal 2009 ha allenato nuovamente la BluVolley Verona, riuscendo subito a conquistare l'accesso ai play off scudetto. Dopo quattro campionati a Verona, nella stagione 2013-14 avrebbe dovuto passare alla New Mater Volley di Castellana Grotte ma, per motivi incomprensibili, la squadra ritirò l'iscrizione al campionato lasciandolo così a riposo. Nel 2016 è ritornato in SuperLega alla guida della Biosì-Indexa Sora raggiungendo i quarti di Finale di Coppa Italia. Nel 2017 ha sposato il progetto dell'Emma Villas Volley con l'obiettivo della SuperLega, dimettendosi tuttavia nel novembre dello stesso anno. 
Dal 2019 è direttore tecnico delle giovanili del Verona Volley

## Vita privata
Sposato con Francesca, padre di Giacomo, è il fratello minore di un altro famoso allenatore italiano, Daniele Bagnoli.

## Palmarès
- Promozione in serie D nel 1984
- Promozione in serie C2 nel 1987
- Promozione in serie C1 nel 1988
- Promozione in serie B2 nel 1989
- Promozione in serie B1 nel 1990
- Promozione in serie A2 nel 1997
- Promozione in serie A1 nel 1993
- Promozione in serie A1 nel 2004
- Coppa Italia di Serie A2: 1

2003-04